# 国見山 (長崎県)
国見山（くにみやま）は、北松浦半島のほぼ中央部にある山。標高776.2m。北松県立公園に指定されている。
北松浦半島及び佐世保市の最高峰である。山頂は長崎県佐世保市だが、山頂のすぐ東側に県境があり、東側は佐賀県伊万里市および有田町に属する。山裾は有田川西側各支流および佐々川、相浦川、志佐川などの源流部となっている。
周辺の山も含め自然が残されており、生物相も豊かである。例えば九州各地の山地に生息するヤマアカガエルとブチサンショウウオは長崎県では国見山系だけに生息し、半島部や離島での記録はない。
山頂近くの国有林内には気象庁がアメダスの観測点を設置している。